# العلاقات البحرينية الغرينادية
العلاقات البحرينية الغرينادية هي العلاقات الثنائية التي تجمع بين البحرين وغرينادا.

## مقارنة بين البلدين
هذه مقارنة عامة ومرجعية للدولتين:
| وجه المقارنة                                              | البحرين       | غرينادا                                         |
| --------------------------------------------------------- | ------------- | ----------------------------------------------- |
| المساحة (كم2)                                             | 765           | 348                                             |
| عدد السكان (نسمة)                                         | 1.49 مليون    | 107.83 ألف                                      |
| الكثافة السكانية (ن./كم²)                                 | 194.77 ألف    | 30.99 ألف                                       |
| العاصمة                                                   | المنامة       | سانت جورجز                                      |
| اللغة الرسمية                                             | اللغة العربية | لغة إنجليزية، لغة غرينادا الكريولية الإنجليزية ‏ |
| العملة                                                    | دينار بحريني  | دولار شرق الكاريبي                              |
| الناتج المحلي الإجمالي (بليون دولار)                      | 35.31 مليار   | 1.12 مليار                                      |
| الناتج المحلي الإجمالي (تعادل القوة الشرائية) بليون دولار | 64.16 مليار   | 1.45 مليار                                      |
| الناتج المحلي الإجمالي الاسمي للفرد دولار أمريكي          | 22.60 ألف     | 9.21 ألف                                        |
| الناتج المحلي الإجمالي للفرد دولار أمريكي                 | 45.50 ألف     | 12.43 ألف                                       |
| مؤشر التنمية البشرية                                      | 0.824         | 0.750                                           |
| رمز المكالمات الدولي                                      | +973          | +1473                                           |
| رمز الإنترنت                                              | .bh           | .gd                                             |
| المنطقة الزمنية                                           | ت ع م+03:00   | 00                                              |

## منظمات دولية مشتركة
يشترك البلدان في عضوية مجموعة من المنظمات الدولية، منها:
| علم المنظمة | اسم المنظمة                               | تاريخ انضمام البحرين | تاريخ انضمام غرينادا |
| ----------- | ----------------------------------------- | -------------------- | -------------------- |
|             | الاتحاد البريدي العالمي                   | ?                    | ?                    |
|             | يونسكو                                    | 18 يناير 1972        | 17 فبراير 1975       |
|             | البنك الدولي للإنشاء والتعمير             | 15 سبتمبر 1972       | 27 أغسطس 1975        |
|             | منظمة التجارة العالمية                    | ?                    | ?                    |
|             | وكالة ضمان الاستثمار متعدد الأطراف        | 12 أبريل 1988        | 12 أبريل 1988        |
|             | الاتحاد الدولي للاتصالات                  | 1975                 | 17 نوفمبر 1981       |
|             | منظمة الشرطة الجنائية الدولية             | ?                    | ?                    |
|             | مؤسسة التمويل الدولية                     | 22 سبتمبر 1995       | 28 أغسطس 1975        |
|             | الأمم المتحدة                             | 21 سبتمبر 1971       | 17 سبتمبر 1974       |
|             | منظمة حظر الأسلحة الكيميائية              | ?                    | ?                    |
|             | المركز الدولي لتسوية المنازعات الاستشارية | 15 مارس 1996         | 23 يونيو 1991        |

## وصلات خارجية
- موقع وزارة الخارجية البحرينية